# Samuel Iling-Junior
Samuel Iling-Junior (Islington, 4 oktober 2003) is een Engels voetballer die bij voorkeur als vleugelspeler speelt. Hij verruilde Juventus in de zomer van 2024 voor Aston Villa.

## Clubcarrière
Iling-Junior speelde negen jaar in de jeugdacademie van Chelsea en trok in 2020 naar Juventus. Op 21 oktober 2022 debuteerde hij in de Serie A tegen Empoli. Vier dagen later debuteerde hij in de Champions League tegen Benfica. In de zomer van 2024 verkaste hij naar Aston Villa. Die club verhuurde hem direct aan Bologna.